# محمدرضا کلائی
محمدرضا کلائی (زاده ۱۸ دی ۱۳۵۹ مشهد) اقتصاددان و مدیر اجرایی ایرانی است که به‌عنوان مدیرعامل منطقه ویژه اقتصادی سرخس و شهردار مشهد فعالیت کرده‌است.
کلائی از بدو تأسیس شهرداری مشهد به‌عنوان دومین کلانشهر ایران، شصت و ششمین شهردار مشهد محسوب می‌شود.
او که دارای مدرک دکتری اقتصاد ایران از دانشگاه فردوسی مشهد  است در ۲۷ آبان‌ماه ۱۳۹۷ از سوی اعضای شورای اسلامی شهر مشهد به عنوان شهردار منتخب برگزیده شد و در ۲۰ آذرماه ۱۳۹۷ رسماً با حکم عبدالرضا رحمانی فضلی وزیر کشور وقت فعالیت خود را آغاز کرد.
محمدرضا کلائی پیش از انتخاب به عنوان شهردار مشهد، در کارنامه کاری خود سوابقی چون مدیرکل نظارت و ارزیابی اقتصادی وزارت کار، تعاون و رفاه اجتماعی، معاون برنامه ریزی و امور شرکت‌ها صندوق بازنشستگی فولاد کشور،‌ قائم‌مقام معاونت برنامه‌ریزی توسعه شهری و امور شورا شهرداری تهران،‌ پژوهشگر مرکز پژوهش‌های مجلس شورای اسلامی و معاون مالی و پشتیبانی شهرداری مشهد را داشت.
همچنین کلائی در سال ۱۳۹۴ در انتخابات دهمین دوره مجلس شورای اسلامی به عنوان کاندیدا از حوزه انتخابیه مشهد و کلات حضور یافت و با کسب ۲۲۶ هزار و ۶۴۵ رأی در جایگاه نهم جای گرفت و از ورود به دوره دهم مجلس شورای اسلامی بازماند.

## دوران کودکی و نوجوانی
محمدرضا کلائی که در محله فلسطین مشهد زاده شد،‌ تا هنگام ورود به دانشگاه و سن ۲۰ سالگی،‌ در محله فلسطین مشهد به زندگی خود ادامه داد. کلائی دوران دبستان خود را در مدرسه سالیانی مشهد گذراند و سپس در دوران تحصیلی راهنمایی و دبیرستان در مدارس استعدادهای درخشان مشغول به تحصیل شد و توانست با اخذ دیپلم ریاضی و فیزیک در آزمون سراسری کنکور شرکت کند.
کلائی در بیان خاطراتی از دوران تحصیل خود گفته:
من بچه تنبلی بودم؛ به این معنی که زیاد از خانه بیرون نمی‌رفتم و رفیق و همبازی خاصی در محله نداشتم. سمپادی‌ها به‌واسطه اعتمادبه‌نفس زیادشان، معمولا بچه‌پررو از آب درمی‌آمدند؛ پرروبازی به معنیِ مثبتش که به یک‌جور نشاط اجتماعی منجر می‌شد.
او درباره تفریح دوران نوجوانی‌اش هم خاطره جالبی را بیان کرده است:
من خیلی اهل گشت و گذار در محله نبودم؛ به‌جایش یک تفریحِ خاص، عجیب و شیرین داشتم. از اول راهنمایی به مدتِ ۶-۷ سال، مهم‌ترین سرگرمیِ من این بود که خطوط مختلفِ اتوبوس را سوار شوم، تا ایستگاه آخر بروم و تمامِ مسیر به در و دیوار شهر زل بزنم و باز یک خطِ دیگر و خط‌های دیگر را امتحان کنم. از سناباد می‌رفتم فلکه آب، از فلکه آب می‌رفتم احمدآباد و این ماجرا ادامه داشت. این که الان جزئیات تمام کوچه‌خیابان‌های مشهد را بلدم، به همین پیشینه برمی‌گردد؛ فکر کن: ۳۰۰ بار یک مسیر را می‌رفتم و برمی‌گشتم و برای همین هم، مشهدشناسی‌ام خیلی خوب است.

## دوران دانشجویی
محمدرضا کلائی پس از موفقیت در کنکور سراسری در رشته ریاضی و فیزیک و قبولی در رشته اقتصاد دانشگاه فردوسی مشهد،‌ در مدت ۳ سال و در سال ۱۳۸۱ در مقطع کارشناسی فارغ‌التحصیل شد و پس از آن برای تحصیلات تکمیلی در مقطع کارشناسی ارشد،‌ از دانشگاه علامه طباطبائی تهران در سال ۱۳۸۳ مدرک خود را دریافت نمود
وی هنوز از رساله دکتری خود دفاع ننموده است

## سوابق اجرایی
مدیرکل نظارت و ارزیابی اقتصادی وزارت کار، تعاون و رفاه اجتماعی
معاون برنامه ریزی و امور شرکت‌ها صندوق بازنشستگی فولاد کشور
قائم مقام معاونت برنامه ریزی توسعه شهری و امور شورا شهرداری تهران
پژوهشگر مرکز پژوهش‌های مجلس شورای اسلامی
مدرس دانشگاه فردوسی مشهد
مدیر برنامه ریزی و نظارت بر امور اقتصادی شهرداری مشهد
مشاور اقتصادی شورای اسلامی شهر مشهد
معاون مالی و پشتیبانی شهرداری مشهد
شهردار مشهد

## شهردار مشهد
کلائی که در قامت جوان‌ترین شهردار کلان‌شهرهای ایران فعالیت خود را در شهرداری مشهد آغاز کرد،‌ با شعار همگرایی درون شهری و استانی و حمایت از تصمیم شجاعانه اعضای شورای اسلامی شهر مشهد با کلیدواژه «بله به آینده» کار خود را دنبال نموده و توانست در ماه‌های آغازین فعالیت خود در کسوت شهردار مشهد،‌ تعاملات خوبی را جهت رفع مشکلات شهری مشهد در حوزه‌های مختلف داشته باشد.

### تسویه بدهی‌های معوق شهرداری مشهد
یکی از مهم‌ترین دستاوردهای شهرداری مشهد در دوره مدیریتی محمدرضا کلائی، تسویه بدهی‌های کلان این سازمان به نهادهای مختلف بود؛‌ پنج هزار و ۸۰۰ میلیارد تومان بدهی معوقه در شهرداری که حاصل عدم بازپرداخت اوراق‌های مشارکت خریداری شده برای قطار شهری و بدهی به پیمانکاران بود،‌ در ماه‌های آغازین دوره مدیریتی کلائی تسویه شد تا هیچ‌گونه بدهی معوقی در شهرداری مشهد وجود نداشته باشد. رویکرد وی در حوزه مدیریت شهرداری مشهد بر پایه وابستگی به اقتصاد نهادگرا بود.

### توجه ویژه به فعالیت‌های محیط زیستی
علی‌رغم حواشی که علیه فعالیت‌های شهرداری مشهد در ارتفاعات جنوبی شکل گرفته بود،‌ با دستور کلائی در ارتفاعات جنوبی عملیات عمرانی متوقف شده و از پروژه تفریحی جدیدی رونمایی شد و تغییرکاربری کمربندی جنوبی به فضایی تفرجگاهی صورت پذیرفت؛‌ پروژه‌ای با نام «کوه پارک» که هم تفرجگاهی برای شهروندان به شمار می‌رفت و هم مانع از اجرای عملیاتی عمرانی در فضای کوهستانی و بر علیه محیط زیست می‌شد. هر چند اتمام آماده‌سازی پروژه «کوه پارک» همزمان با شیوع گسترده کرونا بود و این پاندمی جهانی باعث شد تا شهروندان مشهدی نتوانند از از فضای ایجاد شده در طبیعت شهر مشهد در ارتفاعات جنوبی بهره ببرند.

### ساماندهی رودخانه تاریخی کشف رود
پس از چندین جلسه و بررسی ابعاد چگونگی احیای دوباره رودخانه تاریخی کشف رود مشهد با تصمیم علیرضا رزم حسینی استاندار وقت خراسان رضوی،‌ مدیریت واحد این پروژه به شهرداری مشهد واگذار شد؛‌ با دستور کلائی شهردار مشهد،‌ فعالیت‌های ساماندهی و مدیریت این پروژه در چند حوزه مختلف آغاز شد. براساس برنامه‌ریزی عملیات اجرایی اولین تصفیه خانه سپتاژ کشور در کشف رود آغاز شد و در کنار کاشت ۲۰۰ هزار اصله نهال در حاشیه کشف رود در دستور کار قرار گرفت. با درخواست شهردار مشهد و موافقت اعضای شورای اسلامی شهر، این پروژه به نام «بوم پارک» نامگذاری شد تا یکی از چهارگانه «راهبرد سبز» مدیریت شهری برشمرده شود.

### توجه ویژه به مناطق حاشیه شهر و کم‌برخوردار
یکی از اتفاقات کم‌نظیر در پنجمین دوره شورای شهر،‌ تعامل خوب با آستان قدس رضوی بود که در دوران پس از انقلاب اسلامی ایران کم سابقه و یا بی‌سابقه بود؛‌ تعامل و همکاری با آستان قدس رضوی و البته با مشارکت استانداری خراسان رضوی که باعث شد تا ۱۲ مگا پروژه در مناطق حاشیه شهر مشهد جهت رشد زیرساخت‌ها و توجه به مناطق کم برخوردار کلید بخورد. این تحول بزرگ و تاریخی در قالب پویشی با عنوان «یک حاشیه کمتر، صدها فرصت بیشتر» آغاز شد.
از مهم‌ترین پروژه‌های پویش ایجاد شده با محوریت مدیریت شهر مشهد،‌ ساخت بزرگترین بوستان حاشیه شهر مشهد بود که در شهرک شهید رجایی احداث شد؛‌ یکی دیگر از اتفاقات مهمی که از تعامل شهرداری مشهد و آستان قدس رضوی به دست آمد و هدف آن بهسازی و ساماندهی شهرک‌های شهید بهشتی و پردیس بود،‌ فرو ریختن دیوار حائل شهرک پردیس و شهید بهشتی مشهد بود که پس از چهار دهه مطالبه اهالی منطقه سرانجام انجام گرفت.

### پایان کار در شهرداری مشهد
کلائی پس از ۹۹۰ روز فعالیت در کسوت شهردار مشهد، سرانجام ۱۳ مرداد ۱۴۰۰ با پایان یافتن کار پنجمین دوره شورای اسلامی شهر مشهد، به کار خود در سمت شهردار مشهد پایان داد و پس از او، رضا خواجه نائینی از سوی ششمین دوره شورای اسلامی شهر مشهد به عنوان سرپرست شهرداری مشهد انتخاب شد.
گفتنی است که ۲۰ شهریور ۱۴۰۰ طی مراسمی در نمایشگاه بین‌المللی مشهد تودیع و معارفه شهردار مشهد انجام گرفت و از زحمات محمدرضا کلائی در طول ۳۰ ماه حضورش در کسوت شهردار مشهد قدردانی شد و رسماً سید عبدالله ارجائی شیرازی فعالیت خود را آغاز کرد.

## مدیرعامل منطقه ویژه اقتصادی سرخس
در ۳ مهر ۱۴۰۰ طی حکمی، محمدرضا کلائی شهردار سابق مشهد، به عنوان مدیرعامل و هم‌چنین عضو هیات‌مدیره منطقه ویژه اقتصادی سرخس منصوب شد.